# ملك روحي (مسلسل)
ملك روحي مسلسل مصري إنتاج 2003. بطولة: يسرا، وأحمد عز، وحسن حسني. و من كتابة محمد اشرف ومن إنتاج شركة العدل جروب.